# Live at Radio City
Live at Radio City – to drugi akustyczny album koncertowy wydany przez lidera zespołu Dave Matthews Band - Dave'a Matthewsa oraz znakomitego gitarzystę rockowego Tima Reynoldsa. Album ten jest dostępny w sprzedaży zarówno w wersji CD jak i DVD a także Blu-Ray. Płyta Live at Radio City debiutowała na trzecim miejscu listy Billboard. Album zawiera m.in. 12 piosenek zespołu Dave Matthews Band oraz 6 piosenek z solowej płyty Matthewsa - Some Devil. Na albumie tym można po raz pierwszy zobaczyć Dave'a Matthewsa grającego na fortepianie. 

## Lista utworów

### CD 1
1. "Bartender"
2. "When the World Ends"
3. "Stay or Leave"
4. "Save Me"
5. "Crush"
6. "So Damn Lucky"
7. "Gravedigger"
8. "The Maker"
9. "Old Dirt Hill (Bring That Beat Back)"
10. "Eh Hee"
11. "Betrayal"
12. "Out of My Hands"
13. "Still Water"
14. "Don't Drink the Water"

### CD 2
1. "Oh"
2. "Cornbread"
3. "Crash into Me"
4. "Down by the River"
5. "You Are My Sanity"
6. "Sister"
7. "Lie in Our Graves"
8. "Some Devil"
9. "Grace Is Gone"
10. "Dancing Nancies"
11. "#41"
12. "Two Step"